# Nämforsen
Nämforsen est un lieu à Näsåker dans la municipalité de Sollefteå dans l'Ångermanland, et dans la paroisse d'Ådals-Liden en Suède, connu pour ses gravures rupestres et le festival de musique annuel Urkult.

## Les gravures rupestres
Les gravures rupestres sont parmi les plus grandes d'Europe du Nord ; sur les îles des rapides, on compte au moins 1750 figures sculptées dans les rochers. L'orignal est l'animal le plus courant, mais on y trouve également des saumons, des oiseaux, des chiens, des personnes, des navires, des roues solaires, des plantes de pieds et des fosses à cuvette. Les motifs confirment qu'un peuple de chasseurs et de trappeurs vivait ici. L'un des sites les plus riches du Norrland a été découvert par les archéologues sur la rive sud du fleuve. On peut y dénicher des objets tels que des pointes de flèches, des couteaux en fer, des grattoirs en ardoise et en quartz. Les gravures rupestres sont datées de la fin de l'âge de pierre et du début de l'âge du bronze. Les découvertes indiquent que l'établissement a été utilisé pendant une longue période, de l'âge de pierre à l'âge du fer.

## Centrale électrique
Nämforsen est une centrale hydroélectrique qui se trouve sur la rivière Ångermanälven et qui est détenue à 100% par Vattenfall AB. Il a été achevé en 1947. Elle est réputée à l'échelle mondiale pour être la « centrale électrique cultivée ». Au cours de l'exploitation, l'environnement exceptionnel des gravures rupestres a été sauvé de sa destruction causée par la responsable sous la Direction nationale du patrimoine de Suède de l'époque, Sigurd Curman. Pendant les mois d'été, les turbines produisent 125 mètres cubes d'eau par seconde pendant la journée (les soi-disant « eaux touristiques »), offrant ainsi aux touristes la possibilité de voir à quoi ressemblaient les rapides avant leur exploitation. En 2006, Vattenfall vérifie si les résidents et les autorités locales sont disposés à diminuer les déchets pour augmenter la production d'électricité. La proposition provoque de vives réactions, et le conseil administratif du comté de Västernorrland juge également que cela ait un impact négatif sur l'environnement culturel autour de la zone de gravure rupestre. Vattenfall AB décide de ne pas donner suite à la proposition. La centrale électrique a une puissance de 113 MW et 3 unités équipées de turbines Kaplan. La charge a une hauteur de 22 mètres.

## Galerie d'images

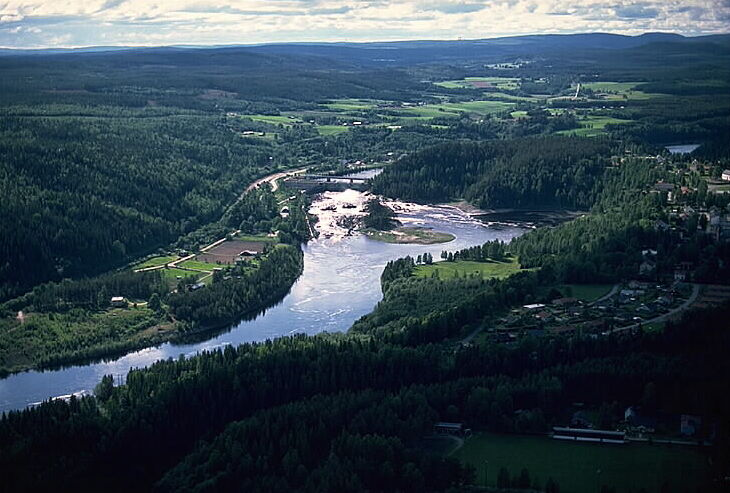
Nämforsen, 1988.
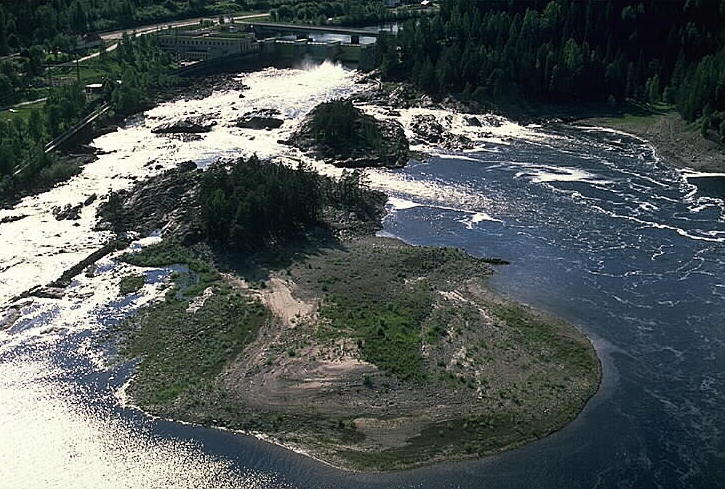
Nämforsen, 1988.
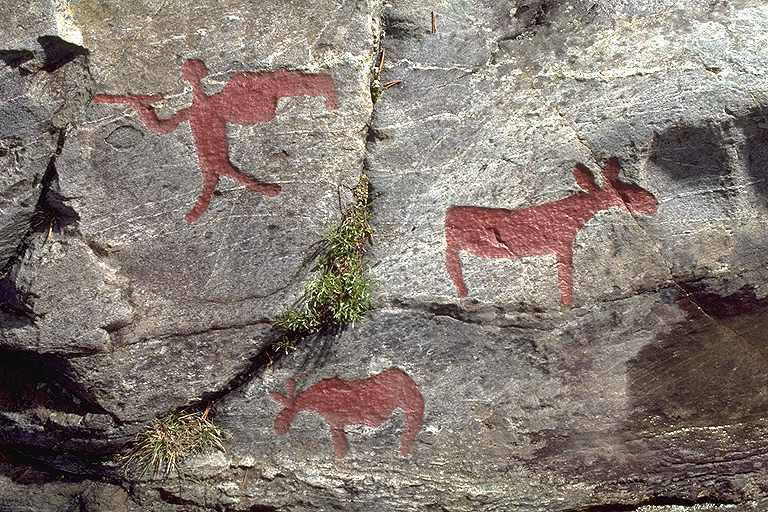
Laxön, Nämforsen, zone de gravures rupestres.
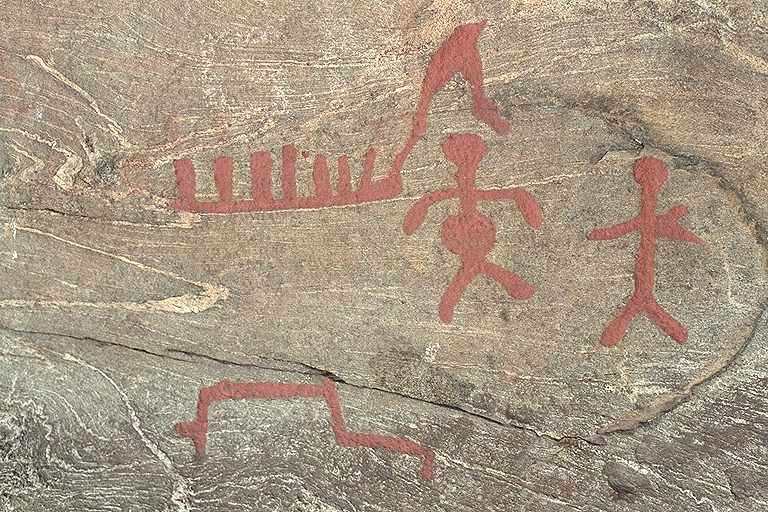
Laxön, Nämforsen, zone de gravures rupestres.
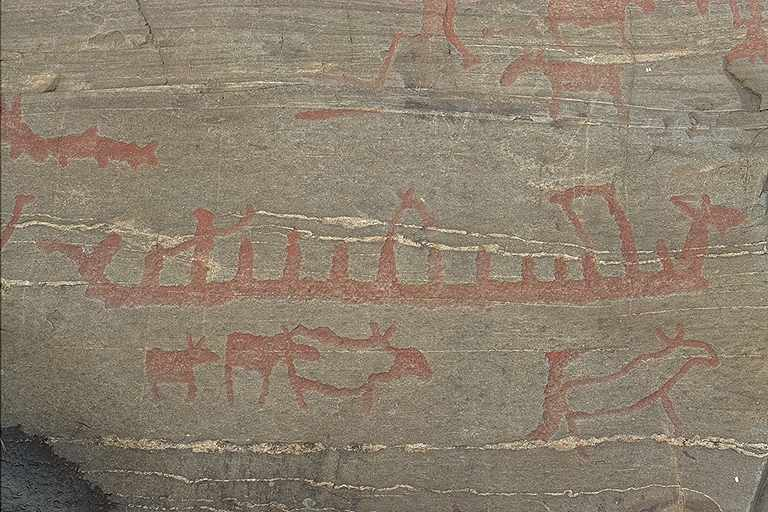
Lillforshällen, figurines d'animaux et figurines de bateaux et de poissons. Nämforsen, zone de gravures rupestres.
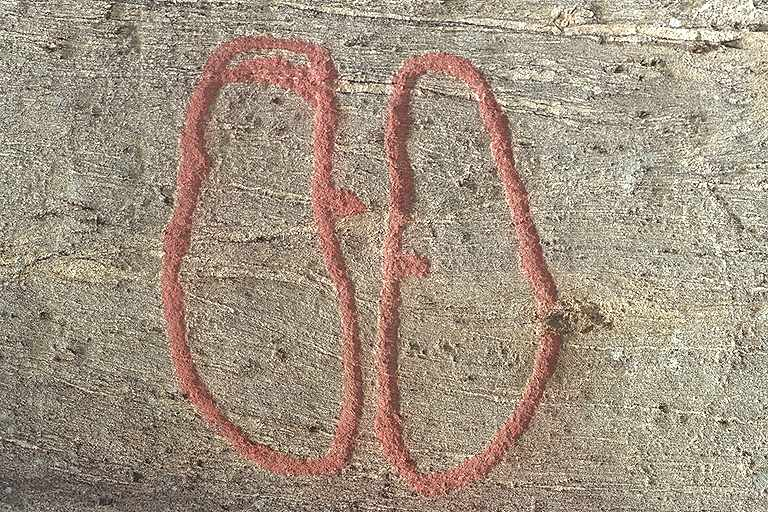
Brådön, plantes des pieds. Nämforsen, zone de gravures rupestres
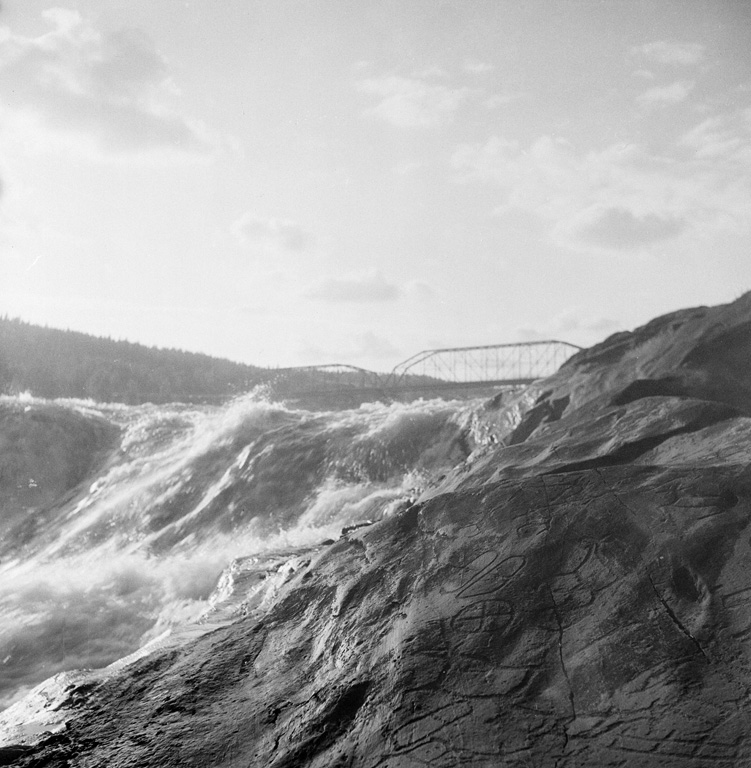
Brådöhällan sur Brådön avec l'une des plus grandes gravures continues dans la zone de gravure rupestre de Nämforsen.
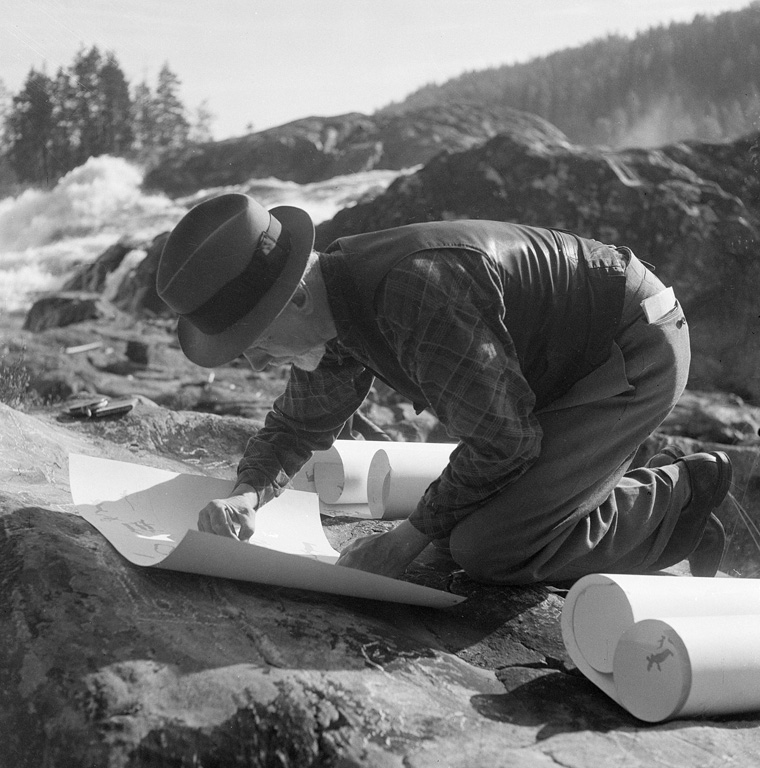
Gustaf Hallström vérifie des dessins antérieurs des gravures rupestres de Nämforsen, 1944.
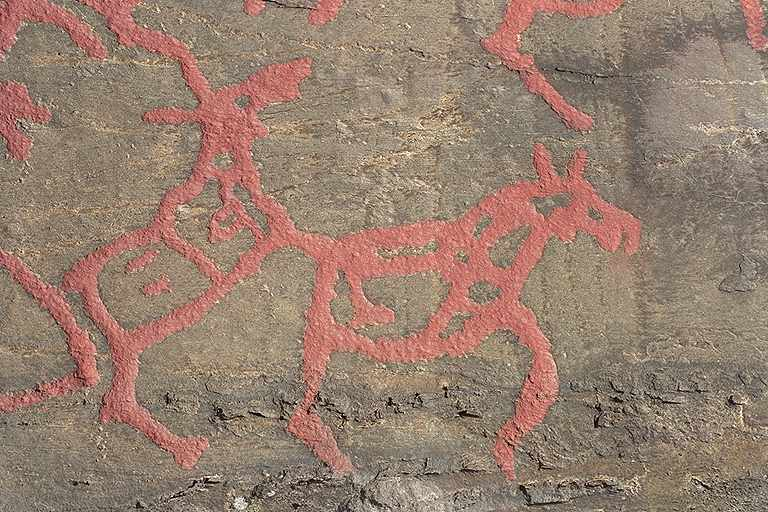
Brådön, élan. Zone de gravures rupestres de Nämforsen.

## Sources
- Vattenfall.se
- L'hydroélectricité en Suède
- 193:1, Conseil national du patrimoine.
- Avec l'archéologue de Suède, Bokförlaget Forum, 1987,  (ISBN 91-37-09153-0)

1. ↑  « Uppslagsverk - NE.se », sur www.ne.se (consulté le 19 avril 2025)
2. ↑  « humlab.umu.se »